# Nelly Alarcón
Nelly Alarcón (Chiloé, 1934), es una artista visual chilena, diseñadora de vestuario autóctono. 

## Biografía
Nelly Alarcón Castro, Chiloé, 1934. Diseñadora chilena de vestuario autóctono, considerada una de las principales artistas que ha rescatado las técnicas tradicionales de las tejedoras de Chiloé. Nelly Alarcón se transformó espontáneamente, sin ambicionarlo, en un ícono creador que puso a Chiloé en el mapa de la moda.
Nació y creció en Castro. Nelly en sus comienzos se formó como profesora normalista obteniendo el título a los 22 años y ejerciendo de docente por 10 años en el politécnico de Castro. Creció rodeada de una familia creadora, su padre fue arquitecto y su abuelo materno un artesano en cuero que bordaba monturas, los dos autodidactas. Sus dos abuelas, así como acostumbraban las tejedoras de la Isla, tejían en telar chilote las frazadas de uso doméstico que utilizaban en sus casas. Desde muy niña tuvo contacto con el diseño conociendo de cerca a los artesanos locales que se reunían todos los domingos en la feria de Dalcahue para vender todo tipo de chales, mantas, frazadas y tejidos cuya confección y materiales de gran calidad y alta resistencia estaban destinados a durar toda la vida. 
Tras la muerte de su padre cuando Nelly tenía 16 años, toma la decisión de abandonar el liceo en Castro para estudiar a la Escuela Normal en Ancud, y así aprender sobre jardinería, cocina, electricidad y mueblería.  En una entrevista a la artista publicada en la Revista Paula Nelly comenta “quería tener una profesión para ganarme la vida. Pero ahí, además, descubrí que tenía un don con las manualidades y que me fascinaba enseñar”, así ya titulada como profesora rural regresó a Castro donde trabajó 11 años en el Liceo Politécnico de Castro. La pasión que tenía por el tejido y la estrecha relación que mantenía con las tejedoras del taller dirigido por su abuela Claudina, sumado a ese deseo atávico de perpetuar las tradiciones y el conocimiento adquirido desde la niñez, de todo lo que vio en el campo de Chiloé donde el respeto mutuo y  los saberes ancestrales se plasmaban en texturas que llegaron a exportarse a Europa, la hicieron ver que poco se conocía de estos productos en el resto del país. Nelly empezó a preguntarse sobre qué se podía hacer para que el artesano pudiera obtener mejores beneficios de su obra y es así como en 1970 parte a Santiago para empezar una nueva vida y montar su primer emprendimiento y vender tejidos chilotes en la feria del cerro Santa Lucia empezando una nueva vida. "Siempre me gustó vestirme con cosas distintas y comencé a tejer unas chaquetas a partir de las frazadas"    Su primer puesto en la feria resultó por pura casualidad, pues fue el maestro que reparó la electricidad de su primera vivienda en Santiago centro, miembro de un gremio artesanal, quien al quedar maravillado con los múltiples talentos que mostraba la artista en las piezas que decoraban su casa (repujados en cobre, tallados en madera, entre otras cosas, le propuso que se inscribiera en el gremio artesanal Santa Lucía y así comenzó a trabajar en lo que específicamente sería su labor: la creación de chales, chaquetas, mantas, vestidos, abrigos. 
Durante la década de los 60 el mercado de la moda chilena estaba dominado por las llamadas Boutiques que en aquella época sí otorgaban a sus prendas esa aura de originalidad y tradición, destacando el material y el tejido sin centrarse en la frivolidad y la producción masificada de vestuario. En este contexto, ya en la década de los 70 Nelly instaló su propia boutique llamada Ten-ten-vilú en el barrio de Bellavista en Santiago. 
 A partir de sus pequeños emprendimientos en las ferias y la boutique sus diseños se fueron popularizando poco a poco entre las mujeres de la época lo cual desembocó en una gira por Europa apoyada por la Revista Paula, que fue la que la descubrió, y la línea aérea escandinava SAS visitando Estocolmo, Londres y París donde en 1972 el diseñador Pierre Cardin quién  "quedó impresionado con su talento [...] le ofreció comprar todos sus vestidos y que trabajara para él"  pero rechazó la propuesta y regresó a su Castro natal. Recibió varias propuestas en Europa, pero su motivación principal no ha sido vincularse con la moda y tendencias internacionales, pues siempre consideró permanecer en Chiloé para continuar rescatando las técnicas textiles y diseños originarios de la isla, diseños impregnados de un imaginario ligado a la particular cosmovisión chilota rescatado en su mayor parte por tejedoras mujeres. 
Nelly siempre fue muy modesta y celosa con sus creaciones, pues no era fácil para alguien que venía del campo vislumbrar su incursión en el mundo de la moda y del diseño. Gracias a Blanca Ossa, socia de la tienda Tai donde Marco Correa, vendía sus obras, es que Nelly llega a exponer sus vestidos y túnicas en el Museo de Bellas Artes con una muestra que se llamaba Chile oculto.

## Obra
En otra entrevista en la Revista Paula Nelly comenta "nunca le di nombre a nada de lo que hice. Hasta la fecha me molesta la palabra “diseñadora”. Yo creo que soy más bien una transformadora. Diseñadora va mucho con la moda y la moda no me gusta. Es una cosa que no tiene nada que ver con lo que hago, que no tiene tiempo. Mis prendas están pensadas para que duren para siempre".
La obra de las tejedoras y de Nelly Alarcón rescata el patrimonio local, el arraigo territorial, el valor del oficio y el valor estético local.
La interpretación personal del territorio y del paisaje chilota, además de ese profundo sentido de pertenencia, se encuentra todo plasmado en la indumentaria que ella elabora. Fábulas, relatos nativos, tradiciones y símbolos son reinterpretados para un vestir atemporal porque identifica un territorio y el patrimonio textil tanto material como inmaterial por los profundos valores que cada prenda guarda para preservar un relato colectivo.
Nelly siempre se ha preocupado que las ganancias de la textilería que producen las tejedoras se quede en ellas por eso ha creado gremios y talleres para impulsar y capacitar operarias, enseñándolas corte y confección sin parar. 

### Técnica
Sus primeros diseños fueron realizados en un tejido muy liviano llamado "sabanilla"  conocido localmente como quelgo, una lámina textil de lana muy fina que hacen las tejedoras chilotas. Estas láminas tenían aproximadamente 70 cm de ancho y principalmente por su densidad bastante liviana es que se convirtieron en su principal inspiración para crear las colecciones que realizó en los 70.  La materia prima utilizada por las artesanas es el vellón de oveja trabajado en un telar de forma cuadrada y de cuyo techo cuelgan dos peines que suben y bajan la urdimbre manipulada por la tejedora quien permanece siempre arrodillada en el suelo. Las sabanillas que la artista obtenía de las tejedoras eran transformadas según el peso y la caída, así entonces estas eran intervenidas ya sea con cortes al sesgo, bordados, añadidos de tejidos a crochet, deshilados y otras técnicas y puntadas cotidianas  que había aprendido de niña al mirar a su abuelo trabajar con las monturas de los caballos y que luego se convertirían en prendas que serán incorporadas funcionalmente a los estilos y usos contemporáneos. 
En las sabanillas Alarcón suele bordar con lana de oveja diseños orgánicos inspirados en los paisajes y las formas de la naturaleza de Chiloé y otros conformados por formas geométricas y simbólicas. Los colores de los hilos para bordar y tejer las sabanillas se obtienen ya sea del color natural de la lana de oveja y del teñido natural con plantas nativas de la zona y del conocimiento heredado por las artesanas y familias de “tintoreros” desde varias generaciones anteriores. Según Alarcón las plantas para teñir son " el radal, arrayán, barba de palo, culle, maitén, ulmo, entre otras, con todas se pueden lograr bellos colores de la Isla”